# 葉旺
葉旺（？—1388年），安徽六安人，明朝初期军事将领。
其早年为謝再興副将，后謝再興叛变，葉旺与馬雲一同归顺朱元璋。后参加数次战役，积功至指揮僉事。洪武四年，镇守辽东。当初辽阳行省參政劉益镇守蓋州，后归顺朱元璋，被命为指揮同知。不久，元朝平章洪保保、馬彥翬合谋杀害劉益，后洪保保逃跑至納哈出部队。葉旺则部署防备工作。
事后，納哈出果然出击，看到蓋州守备严固，不敢进攻，只好越过攻击金州。葉旺率众制冰墙和陷阱，后納哈出中计，并大败而去。葉旺升任都督僉事，留守辽东。洪武二十一年去世。
　　